# Corynopuntia emoryi
Corynopuntia emoryi es una especie fanerógama perteneciente a la familia Cactaceae. 

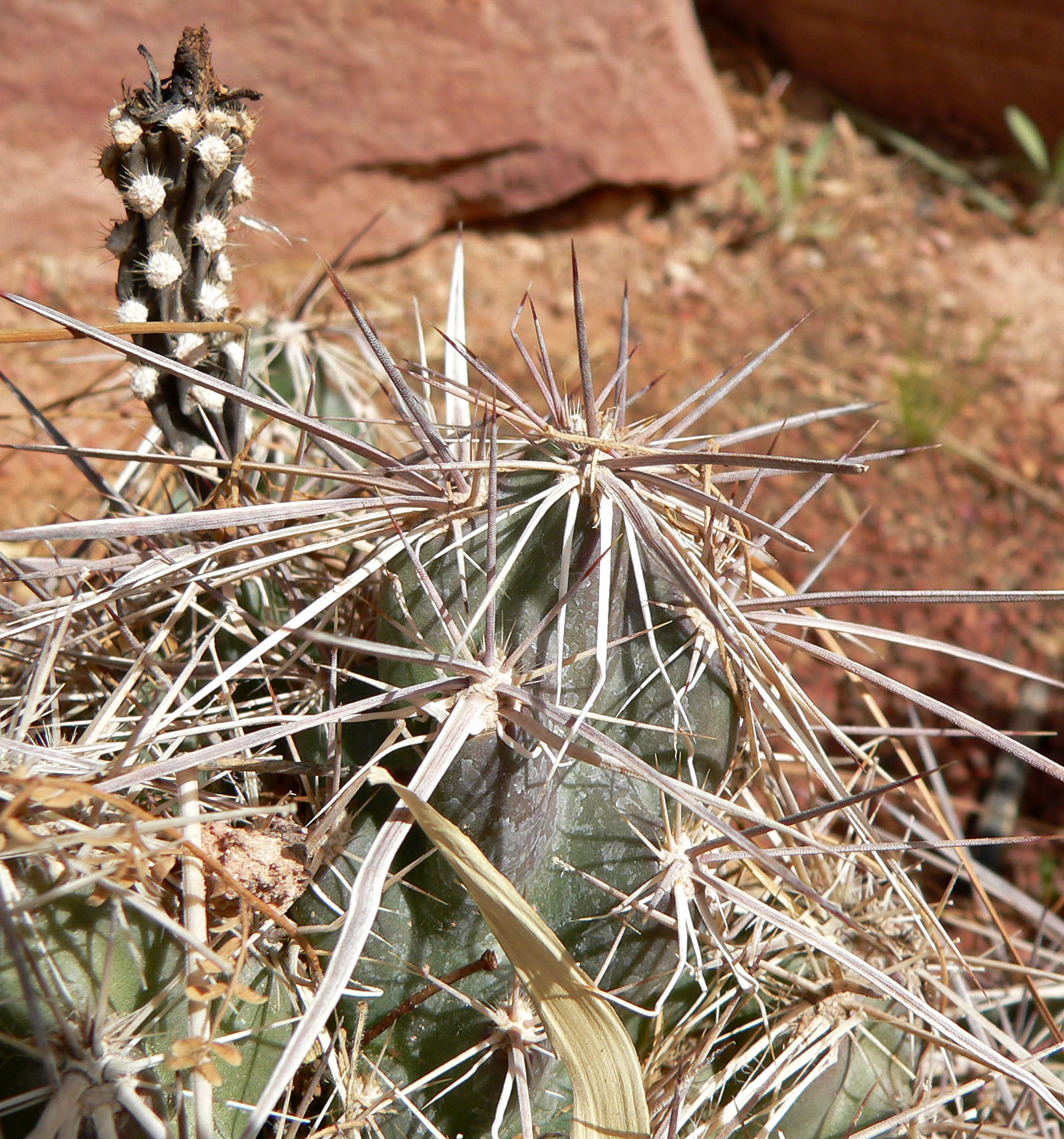
Vista de la planta

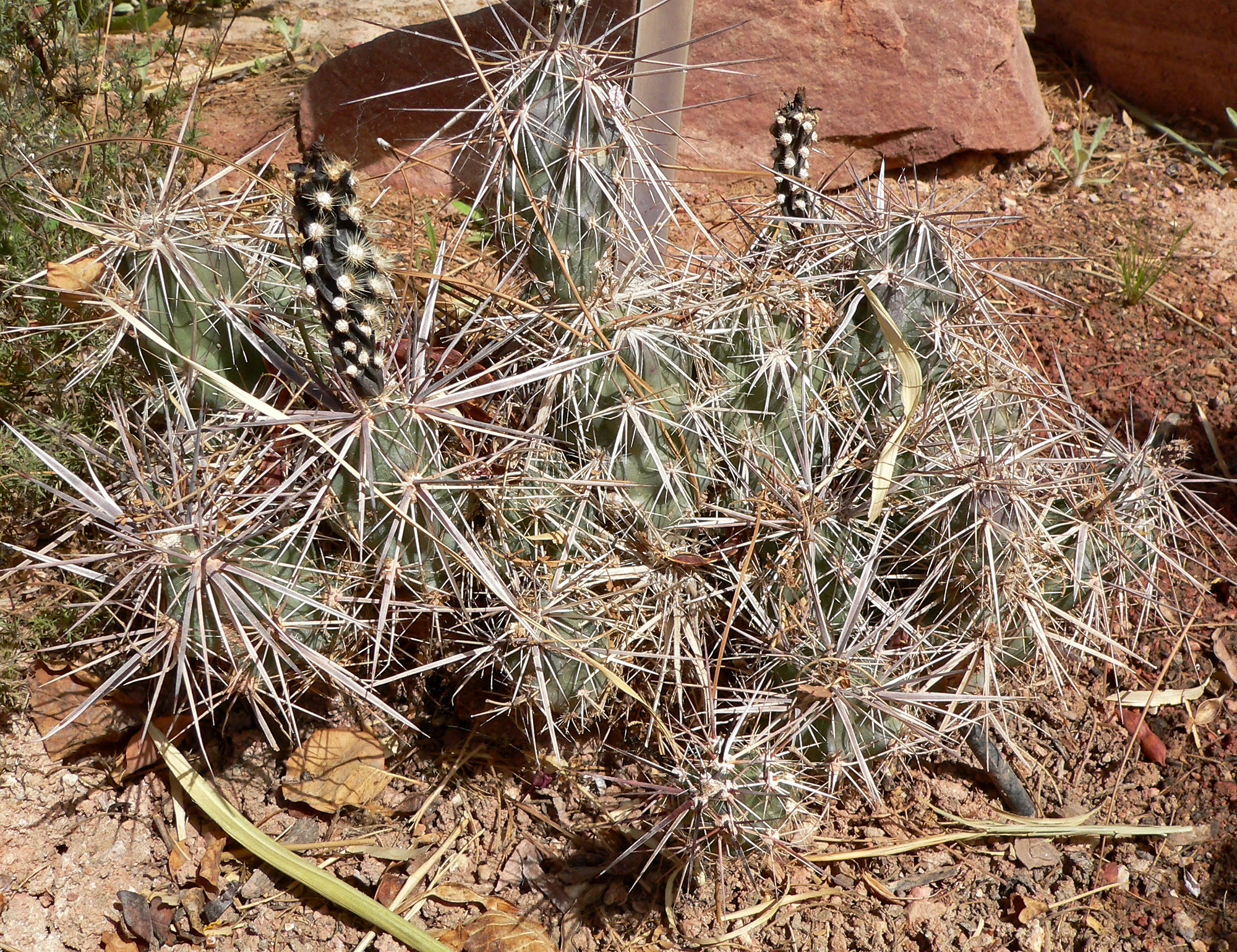
En su hábitat

## Distribución
Es nativa de Norteamérica en Chihuahua de México y  Arizona, Texas  y Nuevo México de EUA.

## Descripción
Corynopuntia emoryi crece baja, formando ricas esteras ramificadas de 15-30 centímetros de altura. Las raíces son fibrosas. El tallo, en su base, tiene forma de bastón doblado que contiene secciones de 7 a 19 centímetros de largo y un diámetro de 2,5 a 5 centímetros. Cuentan con largas y vistosas costillas de 2-5 centímetros. Las circulares areolas son de color marrón con lana blanca a gris  y gloquidios amarillos  de 5-7 milímetros de largo. Las espinas rojizas, marrones o  de ocre amarillo  se distribuyen regularmente, o están sólo en las areolas cerca de las puntas de los brotes. Las primeras cuatro y siete espinas, a veces, sólo una única disponible, están ascendiendo. Las espinas radiales entre cuatro y siete espinas son transzonales y afiladas para planas. Las flores  amarillas alcanzan una longitud de 2 a 3 centímetros. Los frutos son cilíndricos a elipsoides, amarillos y carnosos y lleno de densos gloquidios amarillos. Miden de 4 a 9 centímetros de largo y tienen diámetros de 1,4-4 centímetros.

## Taxonomía
Corynopuntia emoryi fue descrita por (Engelm.) M.P.Griff. y publicado en Haseltonia 9: 91. 2002[2003].
Etimología
Corynopuntia: nombre genérico que deriva de las palabras griegas: coryne, que significa "club, grupo", y se refiere a los segmentos de las ramas en forma de maza.
emoryi: epíteto otorgado en honor del Mayor de EE. UU., William Hemsley Emory (1811-1887), que fue el responsable del trabajo de investigación en la frontera con México de 1850 a 1854.
Sinonimia
- Corynopuntia stanlyi F.M.Knuth
- Corynopuntia stanlyi var. wrightiana (E.M.Baxter) Backeb.
- Grusonia emoryi (Engelm.) Pinkava
- Grusonia stanlyi H.Rob.
- Opuntia emoryi Engelm.
- Opuntia stanlyi Engelm. ex B.D. Jacks.
- Opuntia stanlyi var. peeblesiana L.D. Benson[3]